# Bataille de Bernay
 (février 2018).
Guerre de Cent Ans
Batailles
La bataille de Bernay se déroule vers le 10 août 1422, durant la guerre de Cent Ans.

## Contexte
Après la défaite anglaise à Baugé en mars 1421, Henri V rassemble en hâte une armée en Angleterre et retraverse la Manche en juin. Il mène une campagne-éclair lors de laquelle il s'empare de Dreux et Chartres. En octobre, il met le siège devant Meaux. Les rigueurs de l'hiver affaiblissent le roi d'Angleterre. Meaux capitule finalement le 10 mai 1422. Trop malade pour poursuivre sa route, Henri V retourne au château de Vincennes en juillet. L'essentiel de son armée est à Cosne.
Profitant de l'interruption de l'offensive anglaise, Guillaume II de Narbonne rassemble dans le Maine 2 000 hommes aux alentours du 10 août 1422. Guillaume est alors au service du Dauphin, écarté en 1420 de la succession au trône de France au profit d'Henri V. Il est rejoint par des compagnons d'armes, tels Jean VIII d'Harcourt et Ambroise de Loré. Il projette un raid dévastateur en Normandie anglaise.

## La bataille de Bernay
Ayant appris que la ville de Bernay était peu défendue, l'armée française s'y dirige. Bernay est alors une ville riche et peuplée, grâce à l'industrie des draps. Arrivés à Bernay, les Français tuent 200 Anglais et pillent la ville. Jean VIII d'Harcourt est adoubé à l'issue de cette bataille par Guillaume de Narbonne. Après une nuit passée à Bernay, les Français reprennent le même itinéraire qu'à leur départ et retournent à Mortagne.

## Second combat à Moulins-la-Marche
Le 14 août, les Français se trouvent à Moulins-la-Marche avec le butin qu'ils ont saisi. Jean VIII d'Harcourt est alors informé que l'Anglais Philippe Branch le poursuit avec 2 000 hommes. Il fait halte et attend les Anglais. Lorsque l'armée anglaise est en vue, il ordonne à sa cavalerie de charger au centre de l'ennemi. Environ 1 000 Anglais sont tués et plusieurs centaines sont capturés. Satisfait, Harcourt retourne ensuite dans ses terres du Maine.

## Suites
Cette victoire française est encourageante pour le Dauphin Charles, qui a su infliger aux Anglais une première défaite, même s'il s'agit en réalité d'une simple escarmouche. Réfugié à Bourges, le Dauphin est informé peu après que son rival le roi Henri V vient de trépasser à Vincennes le 31 août. La succession au trône de Charles VI s'avère difficile pour les Anglais car leur nouveau souverain, le jeune Henri VI, n'est qu'un nourrisson. 
Bernay est reprise à la fin du mois d'août 1422 par l'armée française. En 1424, elle se soumet définitivement au roi Henri VI d'Angleterre.